# 対華21カ条要求
対華21カ条要求（たいか21かじょうようきゅう）は、第一次世界大戦中の1915年1月18日に日本が中国に対して行った満蒙における日本の権益問題や在華日本人の条約上の法益保護問題をめぐる21か条の要求と希望のこと。対支21ヶ条要求、二十一か条の要求とも呼ばれる（中国語版では「二十一条」）。
一部は山東条項としてヴェルサイユ条約に反映されたが、最終的には1922年の山東懸案解決に関する条約等により、日本軍の撤退と租借地及び公有財産・青島税関の返還が行われ、外国人の青島市政参与権は拒否され、山東省の主要都市も外国人には解放されずに終了した。

## 概要
当初、中国側の袁世凱は希望条項として秘密交渉に委ねられていた第5号の7か条（日本人の政治・財政・警察顧問の招聘、日本の兵器受給などの要求）を国際社会に暴露することで国際社会の反発を煽って不成立にしようと画策したが、 日本側は4月26日に要求を19ヶ条に減らして若干緩和し、さらに5月7日には第5号の要求を削除した13ヶ条にし、5月9日を期限とする「最後通告文」を出した結果、同日に袁世凱が最後通告文を承認
。しかし中国国内では受諾に対する激しい反対運動や暴動がおこり、日中関係が悪化。また外国の猜疑心を招き、ワシントン会議では10か条に縮小された。

## 経緯
第一次世界大戦がヨーロッパで始まり、日本は第三回日英同盟協約により、1914年8月23日にドイツ帝国へ宣戦布告し、連合国の一員として参戦した。参戦に際し日本政府はドイツ政府宛に「独国政府ニ与ヘタル帝国政府ノ勧告」を8月15日に発し、その中で膠州湾租借地（青島）の全部を支那国（中華民国）に還付する目的をもって無償無条件に日本帝国官憲に公布することを要求した。しかしその真意は決して文面どおりのものではなかった。日本政府は租借地の解消とともに外国人（日本人）居留地を設営したのち従来のドイツ商権および鉄道運行権を日本人居留民が継承することを想定しており、青島攻略戦ののちこの認識の違いがただちに外交問題となった。
第一次世界大戦において中華民国は当初は中立であり日本の対独宣戦布告に対し、山東半島において交戦区域を設定した。この交戦区域は中華民国が日独英に一方的に通告したものであったが、ドイツは膠済鉄道を物資補給に利用し、日本はこれを占領するなど交戦区域外での軍事行動が行われ、また中華民国も交戦区域からの逸脱を有効に排除しえなかった。日本軍は1914年10月末に実施した青島の戦いの際、「交戦区域」外に進出、膠済鉄道がドイツ軍の物資輸送に利用されているとしてこれを占領し、10月7日には終着駅である済南府停車場まで進出している。済南は山東省の首都であり、維県（維坊）はドイツ膠済鉄道（山東鉄道）上の重要都市である。青島攻略後も膠済鉄道の附属地域の占領は継続された。
一方で中華民国政府は交戦区域からの逸脱に抗議し、1915年1月に交戦区域の撤廃を日独英に通告し、ドイツ租借地および膠済線附属地外の日本軍の撤収を要求した。また日本の膠済鉄道（山東鉄道）や青島税関の管理権を拒否した。中華民国はドイツ権益が中華民国政府の管理下におかれるべきと要求したのだが、日本政府は戦時国際法上の軍事占領として日本軍が管理するべきものとした。日本政府としてはドイツと開戦したのであり、休戦後の講和条件によって山東半島の対ドイツ租借権をドイツから継承したのち中華民国に返還する意向であると表明したが（ただし、租借地の返還期限は明示することはなく、パリ講和会議において日中間の直接交渉に持ち込む意図であった）、一方で中華民国の主張は対独租借条約の文言に「他国に譲渡せず」の文言があり中華民国に直接返還されなければならないとした。
欧州では第一次世界大戦が継続中であり、日本政府としてはドイツとの休戦・講和が成立するまで山東膠州湾のドイツ権益を占領する必要があり、膠済鉄道や青島税関は日本が戦時接収していた。軍事占領は権益の帰属を確定させるものではなく、日本政府が一方的に中華民国に返還した場合、戦争の推移や講和条件の如何によっては日本政府がドイツあるいは中華民国に対して山東の一方的返還について多額の賠償義務を負う可能性がある。また辛亥革命の成立以降、中華民国中央政府と日本政府との正式な外交条約はいまだ締約されておらず、過去の日清間の諸条約の継承関係は明確でなく、とりわけ旅順・大連の租借権が1923年に期限を迎えることは外交上の懸案であった。
日本政府は袁世凱大総統と直接交渉することで事態の打開に動いた。1914年12月3日、加藤高明外相は、駐華公使日置益に対華要求を訓令し、翌1915年（大正4年）1月18日、大隈重信内閣（加藤高明外務大臣）は袁世凱に5号21か条の要求を行った。主に次のような内容であった。
- 第1号 山東省について
  - ドイツが山東省に持っていた権益を日本が継承すること
  - 山東省内やその沿岸島嶼を他国に譲与・貸与しないこと
  - 芝罘または竜口と膠州湾から済南に至る鉄道（膠済鉄道）を連絡する鉄道の敷設権を日本に許すこと
  - 山東省の港湾都市を外国人の居住・貿易のために新しく開放すること
- 第2号 南満洲及び東部内蒙古について
  - 旅順・大連（関東州）の租借期限、満鉄・安奉鉄道の権益期限を99年に延長すること（旅順・大連は1997年まで、満鉄・安奉鉄道は2002年まで）
  - 日本人に対し、各種商工業上の建物の建設、耕作に必要な土地の貸借・所有権を与えること
  - 日本人が南満洲・東部内蒙古において自由に居住・往来したり、各種商工業などの業務に従事することを許すこと
  - 日本人に対し、指定する鉱山の採掘権を与えること
  - 他国人に鉄道敷設権を与えるとき、鉄道敷設のために他国から資金援助を受けるとき、また諸税を担保として借款を受けるときは日本政府の同意を得ること
  - 政治・財政・軍事に関する顧問教官を必要とする場合は日本政府に協議すること
  - 吉長鉄道の管理・経営を99年間日本に委任すること
- 第3号 漢冶萍公司（かんやひょうこんす：中華民国最大の製鉄会社）について
  - 漢冶萍公司を日中合弁化すること。また、中国政府は日本政府の同意なく同公司の権利・財産などを処分しないようにすること。
  - 漢冶萍公司に属する諸鉱山付近の鉱山について、同公司の承諾なくして他者に採掘を許可しないこと。また、同公司に直接的・間接的に影響が及ぶおそれのある措置を執る場合は、まず同公司の同意を得ること
- 第4号 中国の領土保全について
  - 沿岸の港湾・島嶼を外国に譲与・貸与しないこと（※注、不割譲条約及び勢力圏を参照）
- 第5号 中国政府の顧問として日本人を雇用すること、その他
  - 中国政府に政治顧問、経済顧問、軍事顧問として有力な日本人を雇用すること
  - 中国内地の日本の病院・寺院・学校に対して、その土地所有権を認めること
  - これまでは日中間で警察事故が発生することが多く、不快な論争を醸したことも少なくなかったため、必要性のある地方の警察を日中合同とするか、またはその地方の中国警察に多数の日本人を雇用することとし、中国警察機関の刷新確立を図ること[11]
  - 一定の数量（中国政府所有の半数）以上の兵器の供給を日本より行い、あるいは中国国内に日中合弁の兵器廠を設立し、日本より技師・材料の供給を仰ぐこと
  - 武昌と九江を連絡する鉄道、および南昌・杭州間、南昌・潮州間の鉄道敷設権を日本に与えること
  - 福建省における鉄道・鉱山・港湾の設備（造船所を含む）に関して、建設に外国資本を必要とする場合はまず日本に協議すること
  - 中国において日本人の布教権を認めること

このうち、日本側が重視したのは第二号、なかんずく旅順大連の租借地期限の延長と満鉄及び安奉線の期限の延長であった。
日本が中国に特殊利益を有することは、イギリス、フランス、ロシアは、明文あるいは黙示を以って承認していたが、ドイツは不承認でありアメリカの態度は明確でなかった。3月8日、イギリスのグレイ外相は加藤外相に対し、「自分が非常に懸念しているのは、日中問題から生起すべき政治上の事態進展にある。ドイツが中国において盛んに陰謀をたくましくしつつあるはもちろん事実であって、中国をそそのかして日本の要求に反抗させるために百方手段を講じつつあるのみならず、これによって日中両国間に衝突を見るようなことがあれば、ドイツの最も本懐とするところであろう。自分は今回の問題について何か質問を受ける場合、できる限り日本の要求を支持して同盟の友好関係を全うしたい精神である」と述べた。駐日英大使グリーンは加藤外相に、中国側の態度はまことに了解しがたい、駐華英公使は日中両国が不幸な衝突を見るに至らないよう、北京政府に注意しており、袁世凱大総統に直接申しいれてもいる、と語っている。
日本の要求書を受けとった袁世凱は、即答を避け、ポール・ラインシュ米公使やヒンツェ独公使らと緊密な連絡をとり、相計って国内世論を沸騰させ、外国に対しては、日本の要求を誇大に吹聴して列国の対日反感を挑発した。在中ドイツ系機関紙である北京ガゼットや独華日報は山東問題に関する袁世凱との直接交渉を攻撃しはじめ、20余紙はドイツの新任公使ヒンツェに買収されたなどと言われた。排日派や宣教師らは日本軍の暴行を喧伝し日本軍の撤兵を要求したとされる。
アメリカは第1号第2号第3号については抗議する意図なく、あるいは敢て反対しない態度を日本政府に提示したが、第4号第5号に関しては明確に反対であり、とりわけウィルソンの関心は第5号に集中していた。大隈内閣は3月15日に日本側に提示されたこの対日覚書の意図を正しく理解することができず、第5号に関して米国は「左シテ重キを措カサルモノ」と判断し安易に対華強硬策に転じたことは、4月中旬以降のアメリカの極東政策に影響をあたえることになった。
会談の初期、中国側は会議遷延策をとっていたが、2月6日には、第1号、第2号に関し十分に考慮し、第2号は吉長線に関することを除きできる限り譲歩すると返答した。ただ、第5号については応じられないという姿勢であった。また中国側は、第2号の第2条と第3条は南満洲についてだけ認め、東蒙古を除外しようとしたが、日本側は、東部内蒙古は、地理上南満洲と分離できない一地域を形成し、歴史上、行政上、経済上ならびに交通上、互いに密接な関係を有しており、また1912年の露蒙協定付属通商議定書において、第1条は「ロシア人は蒙古内において随所に居住し、自由に移転し、商工業その他の業務に従事できる」、第6条は「ロシア人は蒙古の随所で商工業上の経営所を創設し、諸家屋、店舗および倉庫を建設するため、指定地を賃借することができる」となっており、日本に対してこれと同じことを東蒙古で認めないのは到底承認できない、と主張した。
3月3日、日置公使は第6回会議で、「元来、革命の乱が勃発した当時、シナの大半は粉々としてあたかも鼎の沸くような情勢であったにもかかわらず、南満洲と東部蒙古が乱離の禍から免れえたのは、まったく日本が何らの野心をも抱かないで、終始公明正大な態度を持し、努めてこの両地方の秩序維持に留意したことと、日本がこの方面において特殊の地位を保有していた結果にほかならない。もし万一、日本がこの機会に乗じてある種の行動をとった場合には、南満洲も東蒙もあるいは今日の外蒙古と同様の運命に遭遇したかもわからない。ついては日本国のこの公明正大な心事とその優越する特殊地位に顧みて、中国政府は速やかに満蒙におけるわが優越なる地位を確認し、第2号から東蒙を除外する考えを翻してほしい」と述べた。全権の陸徴祥外交総長は「革命の乱当時における事情、ならびに日本国の態度は、まことに貴説の通りである。これらの事情からして中国は、今回南満洲に関し条約締結の商議に応ずる次第である」と答えた。
5号条項は秘密・希望条項とされていたがただちにリークされ、報道は中国側が21ヶ条要求を突きつけられたと喧伝し、国際的、主にアメリカからの批判を浴びた。日本は5号条項を後に撤回した。中国国内でも反対運動が起こったが、中国側に日本軍を実力で排除する力は無く、日本側は5月7日に最終通告を行い、同9日に袁政権は要求を受け入れた。袁世凱は自己の地位を強固にするために、日本の横暴を内外に宣伝して中国国民の団結を訴えた。中国国民はこれを非難し、要求を受諾した日（5月9日）を「国恥記念日」と呼んだ。
アメリカは、満洲における租借地と鉄道の租借期限延長に対しては、特別の反対はなかったが、山東省を満洲と同様な日本の勢力範囲とすることに対しては絶対反対であった。イギリスも、満洲における租借地と鉄道の租借期限の延長には賛成協力したが、長城以南においては最大の競争相手と考える日本を強く警戒し、第5号案を同盟国にも秘密にしたことで不信感を強くし、武昌・九江間の鉄道、南昌・潮州間の鉄道に関する要求に対しては、イギリスの利益を侵害するものとして、3月10日に日本政府に考慮を求めた。
アメリカは3月15日に、日本の提案第1号と第2号とはこれを問題にする考えはないという書簡を送ってきたが、5月6日、ブライアン国務長官は、英仏露三国に呼びかけて日中両国に協同干渉をするよう提議して、三国当局から拒絶されると、5月13日、中国の領土保全、門戸開放の原則、および中国におけるアメリカやアメリカ人の権利と抵触する条約・協定・了解はすべて、アメリカとして承認しない、と通告した。
5月7日、イギリスのグレイ外相は駐英井上勝之助大使に対し、「北京政府が強硬に反対してきたのは主として第5号の各項であるが、日本がこれを本交渉から引き離したことは日本側の大きな譲歩といえる。北京政府は速やかにこれを受諾して、時局の妥協を計ることが得策である旨を、駐華公使に自分の勧告として述べておいた」と述べ、また5月10日、「5月7日朝ジョルダン公使に電報して、日本の最後の提案は非常に寛大であるから直ちにこれを承諾し、妥協を図るほうが利益である旨、非公式に強い勧告を与えるよう訓令した」と述べた。一方、ロシアのマレヴィッチ大使は5月6日、「充分了解した。真に今度のご措置は賢明なる方法と考える。必ずや北京政府は承諾するだろう。袁世凱は最後通牒を待っているものと思われる」と加藤高明外相に述べた。さらに、日本の対華21カ条要求に対し特に異議のなかったフランスに、石井菊次郎大使が最後通牒の説明を行った際、デルカッセ仏外相は「今更内容をうかがうまでもなく、貴国の成功を祝す」と述べた。

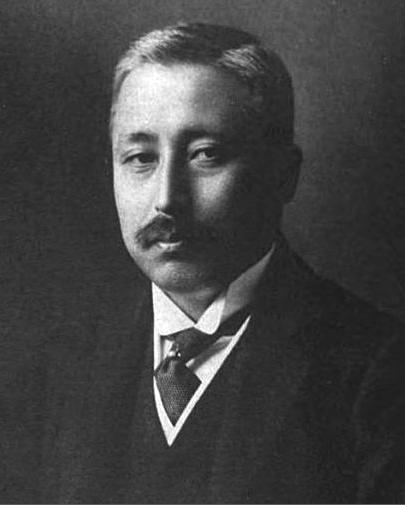
小池張造（1873－1921） 明治-大正時代の外交官。加藤高明外相秘書官などをへて、ニューヨーク・奉天などの総領事をつとめる。大正2年外務省政務局長となり、加藤外相のもとで対華二十一ヵ条要求の原案作成にあたった。のち久原本店理事。福島県出身。東京帝国大学卒。

一方、孫文は3月中旬、外務省の小池張造に書簡を送り、日中盟約案として提案した。その内容は第五号の4、5、6条の趣旨に符合するものであった。まだ日本に期待していた孫文にとって、苦渋の選択だった。また、進歩派知識人の代表格であった吉野作造は「事ここに至れば最後通牒を発するの他にとるべき手段はない」と断じた。

### 特徴
この要求の草案は非常に短時間で作られたものであり、要求は希望条項を除いて、現在から、過去に起こった事項に関する事へと順に遡って記述されるという特徴的な構成となっている。
交渉の結果、第5号希望条項は棚上げされ最終的には十六ヶ条が5月25日、2条約および13交換公文として結ばれた。
- 山東省に関する条約
- 山東省不割譲に関する交換公文
- 山東省に於ける都市開放に関する交換公文
- 南満洲及東部内蒙古に関する条約
- 旅順大連の租借期限並に南満洲鉄道及安奉鉄道の期限等に関する交換公文
- 東部内蒙古に於ける都市開放に関する交換公文
- 南満洲に於ける鉱山採掘権に関する交換公文
- 南満洲及東部内蒙古に於ける鉄道又は各種税課に対する借款に関する交換公文
- 南満洲に於ける外国顧問教官に関する交換公文
- 南満洲及東部内蒙古に関する条約第二条に規定する商租の解釈に関する交換公文
- 南満洲及東部内蒙古に関する条約第五条に規定する日本国臣民の服従すべき警察法令及課税の決定に関する交換公文
- 南満洲及東部内蒙古に関する条約第二条乃至第五条の実施延期に関する交換公文
- 漢冶萍公司に関する交換公文
- 膠洲湾租借地に関する交換公文
- 福建省に関する交換公文

## その後の展開
締結直後の6月22日に中華民国は懲弁国賊条例を公布した。これは外国人に土地を貸したものは公開裁判なしに死刑に処すもので、土地商租権は調印と同時に早くも空文と化し、中国は条約に違反した。中国の門戸開放（Open door）を唱えるアメリカは、日本の対中政策との妥協点を求め、1917年に石井・ランシング協定を結んだ。1919年、大戦後のパリ講和会議でも日本の要求が認められたが、中国国内では学生デモを発端に各地でストライキが起こり、軍閥政権は屈服しヴェルサイユ条約の調印を拒絶した（五四運動）。日本の中国政策を批判する国際（特にアメリカの）世論が高まり、ワシントン海軍軍縮条約の場を借りた二国間協議で山東懸案解決に関する条約が締結され、日本は守備兵を撤兵し、膠州湾租借地、膠済鉄道などを返還したが、膠済鉄道は日本の借款鉄道となり、同鉄道沿線の鉱山は日中合弁会社の経営となるなど、山東省において名義のうえで一定の権益を確保した（中国官憲による権益侵害や民衆を動員した抗日運動により実施されなかった）。
孫文は、「21ヶ条要求は、袁世凱自身によって起草され、要求された策略であり、皇帝であることを認めてもらうために、袁が日本に支払った代償である」、と断言した。また、加藤高明外相は、最後通牒は、譲歩する際に中国国民に対して袁の顔を立てるために、袁に懇願されたものである、と公然と認めた。さらに、アメリカ公使ポール・ラインシュ（Paul S. Reinsch）の国務省への報告書には、「中国側は、譲歩すると約束したよりも要求がはるかに少なかったので、最後通牒の寛大さに驚いた」とある。最後通牒の手交を必要としない状況において最後通牒を強行したことは、中国国民の民族主義を軽視した日本外交の失敗であった。
この外交交渉により、2条約13交換公文にまとめられたもののうち南満洲及東部内蒙古に関する条約など満蒙問題に関する重要な取り決めがなされ、満洲善後条約や満洲協約、北京議定書・日清追加通商航海条約などを含め日本の中国特殊権益が条約上固定された。日本と中華民国によるこれら条約の継続有効（日本）と破棄無効（中国）をめぐる争いが宣戦布告なき戦争へ導くこととなる。
のち、第二次北伐を開始した中華民国蒋介石政府は1928年7月19日に日清通商航海条約の一方的破棄を宣言し日本政府はその無効を主張することとなる。また1915年の懲弁国賊条例は1929年に強化され「土地盗売厳禁条例」「商租禁止令」などおよそ59の追加法令となり、日本人に対する土地・家屋の商租禁止と従前に貸借している土地・家屋の回収が図られた。間島や満洲各地の朝鮮系を中心とした日本人居住者は立ち退きを強要されあるいは迫害された。このことは満洲事変の大きな要因となる。

## 名称について
いわゆる「対華21カ条要求」と呼ばれる一連の外交交渉について、正式な名称は存在しない。1915年当時の報道では「対支（那）交渉」「山東問題」「山東（善後）処分」あるいは「要求二十一条」「重要条件二十一款」「五項二十一箇条」などと記述している。
したがって次のような言い方は、いずれも"通称"でありいずれが正式な表記というものはない。
1. 「対華」、「対支」、「対中」、または入れないか
2. 「5号」、「五号」、または入れないか（横書きならば数字が、縦書きならば漢数字が、それぞれ使われることが多い）
3. 「21」、「二十一」、「二一」（横書きならば数字が、縦書きならば漢数字が、それぞれ使われることが多い）
4. 「か条」、「ヵ条」、「カ条」、「ヶ条」、「ケ条」、「箇条」、「個条」、「条」
5. 「の要求」、「要求」、または入れないか

ちなみに、岩波書店から出版されている4つの年表（いずれも横書き）を見るだけでも、「5号21か条の要求」（『近代日本総合年表 第四版』2001年）、「対華21か条要求」（『世界史年表 第二版』2001年）、「対華21か条の要求」（『日本史年表 第四版』2001年）、「対中21ヵ条要求」（『近代日中関係史年表』2006年）と、表現はまるでばらばらである。原敬は自伝の『原敬日記』にて「日支条約」と表記している。
2000年代の中学校で扱われる文部科学省検定済教科書で掲載されているものには、『21か条の要求』、『二十一か条の要求』、『二十一か条要求』と表記されている場合が多い。